# Upton (Kentucky)
Pour les articles homonymes, voir Upton (homonymie).
Upton est une ville américaine située dans les comtés de Hardin et de LaRue, dans le Kentucky. Selon le recensement de 2020, sa population est de 704 habitants.